# Flavius Merobaudes (Dichter)
Flavius Merobaudes war ein aus Hispanien stammender spätantiker lateinischer Offizier und Dichter im 5. Jahrhundert.
Merobaudes verherrlichte in einem Gedicht einen Triumph des römischen Heermeisters Aëtius. Als Dank dafür erhielt er eine Statue auf dem Trajansforum. Laut der erhalten gebliebenen Inschrift dieses Standbildes aus dem Jahr 435 hatte Merobaudes den Rang eines vir spectabilis und war am Kaiserhof als comes sacri consistorii in hoher Stellung tätig. Später war er offenbar sogar patricius, wurde 443 als Nachfolger des Flavius Astyrius zum magister militum (Heermeister) ernannt und kämpfte (wohl als gallischer Heermeister) in Hispanien. Die wenigen von seinem Werk erhaltenen Fragmente lassen darauf schließen, dass Merobaudes vor allem Lobreden verfasste, also Panegyriker war.
Bekannt war Merobaudes vor allem für seinen hexametrischen Hymnus de Christo, der das Wesen Christi erörterte.